# Accident ferroviari de Castelldefels del 2010

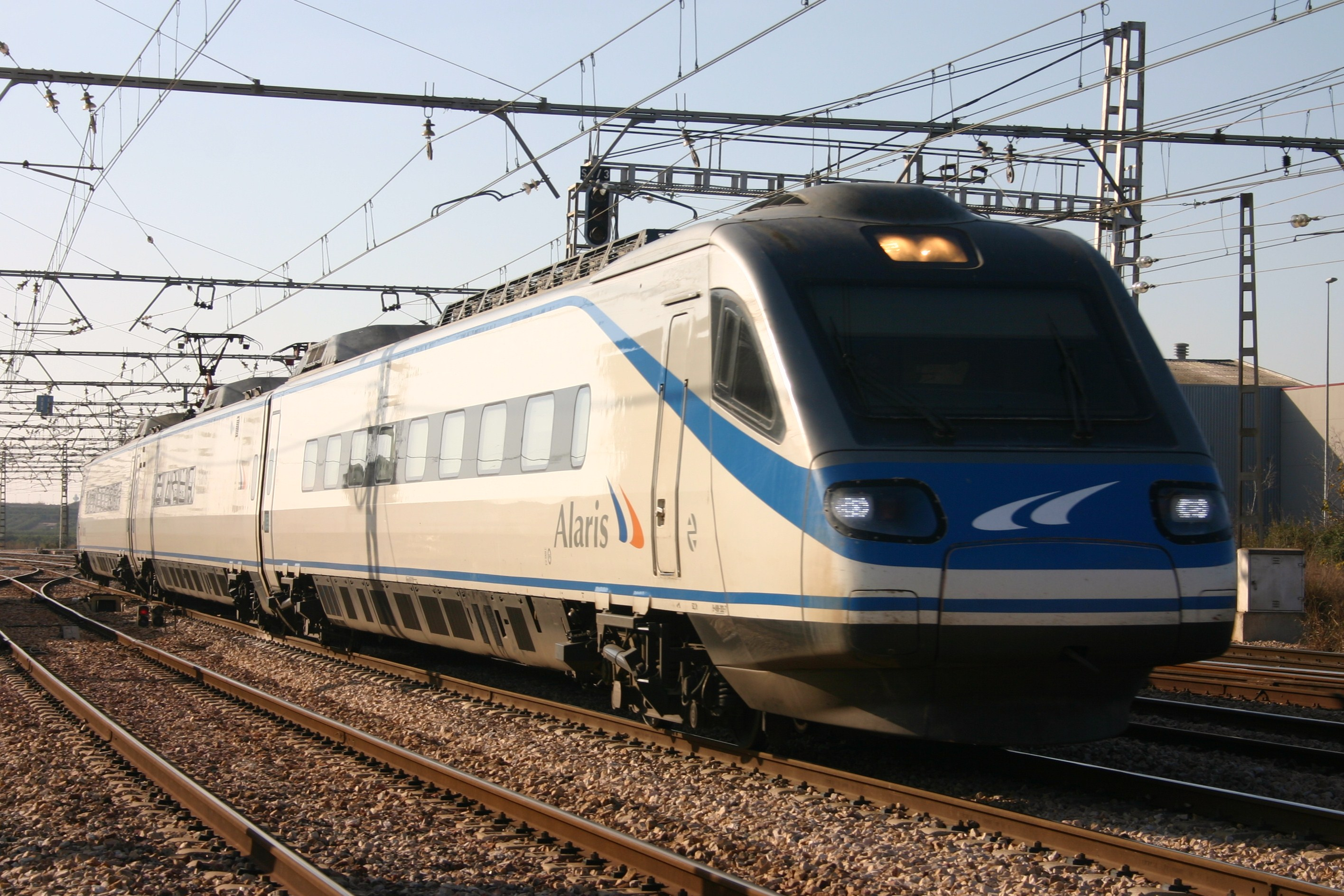
Un Alaris ETR-490, similar al tren implicat en l'accident

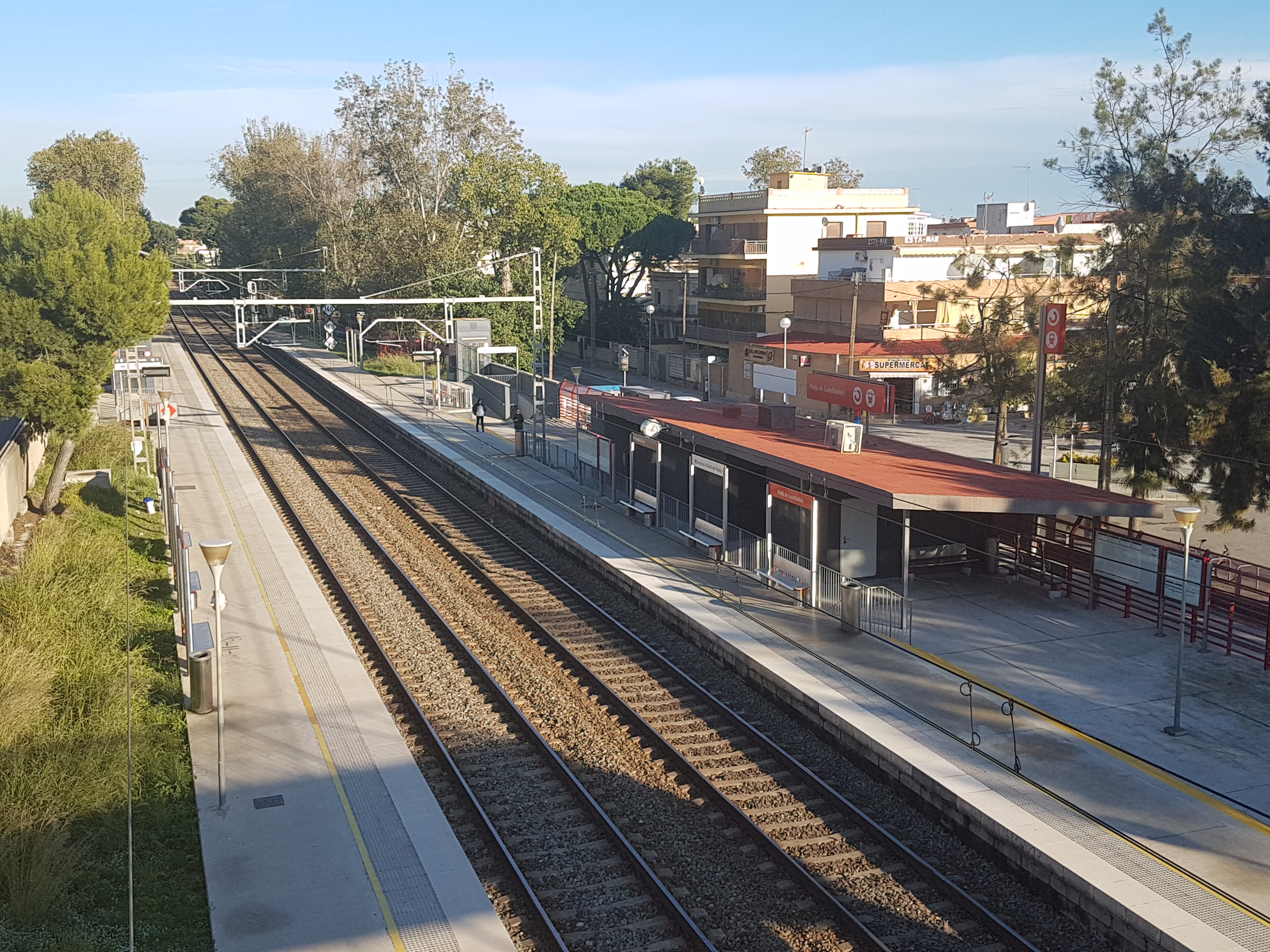
L'estació de Platja de Castelldefels, en una fotografia de 2018.

L'accident ferroviari de Platja de Castelldefels del 2010 es va produir a l'estació de rodalia de Platja de Castelldefels, a la localitat catalana de Castelldefels, al Baix Llobregat, el 23 de juny de 2010. És l'accident de tren més greu ocorregut a Catalunya des del de Juneda del 1988, i el segon més greu a l'Estat des del de Chinchilla de Monte-Aragón (Albacete) de 2003.

## Esdeveniment
A partir de les primeres investigacions, a les 23:23 hores aproximadament, un tren de rodalia procedent de Barcelona que havia sortit a les 23.06 hores amb destinació a Sitges, fa parada a l'estació, on en baixen desenes de persones, moltes d'elles joves. L'estació disposava d'un pas subterrani i d'una passarel·la superior que connectava ambdues andanes. Aquesta última, estava tancada a causa d'unes obres, la qual cosa va provocar una gran afluència de persones al pas subterrani, quedant aquest col·lapsat. Un grup d'unes trenta persones van optar per creuar les vies i, la majoria d'elles, van ser atropellades per un Tren Alaris que circulava per una altra via i acabava de sortir dels túnels del Garraf, procedent d'Alacant-terminal i destinació Barcelona-Sants. El maquinista no va tenir temps de frenar el comboi i l'únic que va poder fer va ser fer sonar el xiulet. El tren es va parar a mig quilòmetre al nord de l'estació.
A falta de la investigació oficial de l'esdeveniment, es pot concloure que el límit de velocitat en aquest punt era de 150 km/h i que el tren circulava a uns 139 km/h. També, els implicats en l'esdeveniment, van actuar de forma imprudent, segons el Ministre de Foment, José Blanco, creuant les vies del tren, fet que està totalment prohibit a tota la xarxa d'Adif.
Es dona el cas que el cantant equatorià Rubén el Rey feia un concert a la platja de la localitat aquella mateixa nit.

## Víctimes
Les víctimes mortals d'aquest succés foren 12 persones d'edats compreses entre 16 i 28 anys, a excepció d'una dona de 46 anys. Unes altres 14 persones van resultar ferides (8 homes i 6 dones), una d'elles en estat crític.
A dia 27 de juny de 2010 ja s'havien identificat 11 de les 12 víctimes: 6 nois d'origen equatorià, 2 de bolivià, 2 de colombià i un més d'origen llatinoamericà (la família del qual ha preferit no divulgar les seves dades); una noia romanesa de 30 anys segueix sense identificar, i s'ha demanat l'ajuda de la Interpol per tal de poder tancar el procés.

## Reaccions
- El President de la Generalitat de Catalunya, José Montilla, va traslladar-se al lloc dels fets i va declarar el 24 de juny (dia posterior a la tragèdia) jornada de dol oficial.[19][20][21]
- José Luis Rodríguez Zapatero va comunicar el seu condol a l'alcalde de Castelldefels, Joan Sau i Pagès, la seva solidaritat amb els familiars de les víctimes i el seu interès per l'evolució dels ferits.[22]
- Joan Carles I va posposar la recepció al Palau de la Zarzuela amb motiu de la seva onomàstica.[22]
- Altres personalitats van manifestar també el seu condol: el President del Parlament Europeu, Jerzy Buzek,[23] l'alcalde de Barcelona, Jordi Hereu, el Ministre de l'Interior, Alfredo Pérez Rubalcaba,[21] etc., així com Rouco Varela, qui va afirmar que les morts podien ajudar a renovar la mateixa vida als seus familiars.[24]
- José Blanco, Ministre de Foment, va afirmar que l'accident havia estat a causa d'una imprudència,[10] així com va opinar el Conseller Joaquim Nadal. El cònsol de l'Equador a Barcelona, Freddy Arellana, va criticar durament la Generalitat per aquestes afirmacions.[25]
- L'ambaixador equatorià, Galo Chiriboga, es va desplaçar a la Ciutat Comtal en saber-se que diverses de les víctimes eren del seu país.[26]
- La comunitat equatoriana a Catalunya va retre un homenatge a les víctimes de l'accident a l'Arc de Triomf de Barcelona, acte durant el qual es va fer una ofrena floral i que va concloure amb un minut de silenci.[18]

## Investigació
L'atestat dels Mossos d'Esquadra afirmava que la il·luminació de l'estació era la correcta i que aquesta havia ampliat la zona de sortida. La policia afegia que el maquinista va fer sonar el senyal acústic i va accionar el fre d'emergència quan va detectar les persones que creuaven però, malgrat això, la locomotora no es va aturar fins 39 segons més tard.
La investigació del jutge ho corroborà, i recullí també que el tren estava en perfecte estat tècnic i que l'estació complia les normes de senyalització i seguretat pertinents. El 30 de juliol el titular del jutjat d'instrucció número 2 de Gavà va concloure que les víctimes havien actuat de manera imprudent i va arxivar el cas.